# Sonia Todd
Sonia Todd (ur. 1959 r. w Adelajdzie, Australia) – australijska aktorka.

## Życiorys
Todd urodziła się w Adelajdzie. Uczyła się w słynnej szkole Australia's National Institute of Dramatic Art, którą ukończyła w 1985 roku. Po zakończeniu nauki dostała rolę w filmie Strictly Ballroom, gdzie zagrała Tarę Morice. W 1994 roku za rolę Georgii Rattray w serialu Policjanci z Mt. Thomas otrzymała nominację do nagrody Silver Logie w kategorii najpopularniejsza aktorka. Wystąpiła także w filmie Blask (1996), gdzie wystąpiła u boku Geoffreya Rusha. Natomiast w latach 2001-2007 i 2009 grała Meg Fountain w serialu Córki McLeoda. Natomiast od stycznia 2009 roku występuje w australijskiej operze mydlanej Zatoka serc, gdzie gra Ginę Austin.
W młodości Todd nie chciała być aktorką, lubiła za to balet.
Todd miała męża, Rhetta Waltona. Była także w związku z innym aktorem, w latach 1992-2001. Ma z nią dwóch synów – Lewisa (ur. 1992) i Seana (ur. 2001).

## Wybrana filmografia
- 1991-1996 – Policjanci z Mt. Thomas jako sierżant Georgia Rattray
- 1996 – Blask jako Sylvia
- 1996-2001 – Szczury wodne jako sierżant Louise Bradshaw
- 1997 – Po drugiej stronie lustra 2 jako Caroline McFarlane
- 2001-2009 – Córki McLeoda jako Meg Fountain Dodge
- 2007-2008 – Cena życia jako Kate Larsen (gościnnie)
- od 2009 – Zatoka serc jako Gina Austin